# Lamprodila festiva
Lamprodila festiva es una especie de escarabajo del género Lamprodila, familia Buprestidae. Fue descrita científicamente por Linnaeus en 1767.
Se distribuye por Francia, Suiza, Alemania, España, Italia, Países Bajos, Austria, Serbia, Portugal, Hungría, Turquía, Grecia, Rumania, Bélgica, Chequia, Luxemburgo, Montenegro, Macedonia del Norte, Eslovaquia y Túnez. La especie se mantiene activa durante todos los meses del año excepto en febrero.